# Szachmardan Jesenow
Szachmardan Jesenowicz Jesenow (ros. Шахмардан Есенович Есенов 1927–1994) – radziecki geolog i polityk narodowości kazachskiej.

## Życiorys
W 1949 ukończył Kazachski Instytut Górniczo-Metalurgiczny, 1949-1960 był kolejno geologiem, starszym geologiem i głównym inżynierem kompleksowej ekspedycji geologiczno-wywiadowczej w Żezkazganie, później zastępcą ministra i ministrem geologii Kazachskiej SRR. Następnie (1965-1967) przewodniczący Produkcyjnego Komitetu Geologicznego Kazachskiej SRR, dyrektor Instytutu Nauk Geologicznych Kazachskiej SRR, 1967-1974 prezydent Akademii Nauk Kazachskiej SRR. W latach 1974–1978 ponownie minister geologii Kazachskiej SRR, profesor, 1978-1994 kierownik katedry Kazachskiego Instytutu Politechnicznego. akademik Akademii Nauk Kazachskiej SRR (1967). Doktor nauk geologiczno-mineralogicznych (1970). Autor 11 monografii i 150 innych prac.

## Odznaczenia i nagrody
- Order Lenina (dwukrotnie)
- Nagroda Leninowska (1966)
- Nagroda Państwowa Kazachskiej SRR (1972)

I medale.